# エキバストス
エキバストス（カザフ語: Екібастұз / Ekibastuz、ロシア語: Экибастуз）は、カザフスタン共和国パブロダール州の都市。石炭採掘と発電を産業とする都市で、人口は2015年現在約13万人。

## 歴史
エキバストスは、カザフ語で「ふた塊の塩」を意味する。19世紀、ロシア人商人からこの地域の鉱物資源の探査を請け負い、パブロダール南東の炭田に降り立ったカザフ人 Kosym Pshembayevが、目印として塩の塊2つを置いたのがこの地名のはじまりである。
炭田の商業的な発展はまもなくはじまり、炭田はアーカート（Urquart）という名のイギリス人に売られた。鉄道も引かれ、1898年には「エキバストス」という村が建設された。
20世紀前半、第一次世界大戦とロシア革命、そして第二次世界大戦と激動する情勢の中で、この地域の開発に注意が向けられることはなく、村は荒廃した。
鉱業開発が再び着手されるのは、第二次世界大戦後である。1948年、この地にやってきた50人ほどの人々は、町の建設にとりかかり、将来の露天掘りのための土地区画を行った。石炭を積んだ列車がはじめて出発したのは1954年12月のことであった。このときからエキバストスは工業都市としての発展を続けることになる。1957年7月12日には、カザフ・ソビエト社会主義共和国最高会議の決定により、エキバストスに「都市」の地位が与えられた。このとき、エキバストスの人口は2万5000人であった。
1920年代から1950年代にかけて、この地には大規模な強制労働収容所があった。エキバストスの収容所に関わる著名な人物としては、1950～53年にかけて収容されたアレクサンドル・ソルジェニーツィンが挙げられる。また、失脚したゲオルギー・マレンコフ首相がこの地に左遷されている。

## 産業
エキバストスは、62平方キロメートルの地域に130億トンの埋蔵量を見込む炭田である。世界最大規模の露天掘りを行っている。
エキバストスで豊富な石炭を背景とした電力生産も盛んである。1980年代には、2つの巨大な火力発電所が建設された。総出力400MWを誇るエキバストス第一発電所（GRES-1、AESエキバストス発電所）と、世界で最も高い煙突（419.7m）を持つことで知られるエキバストス第二発電所（GRES-2）である。

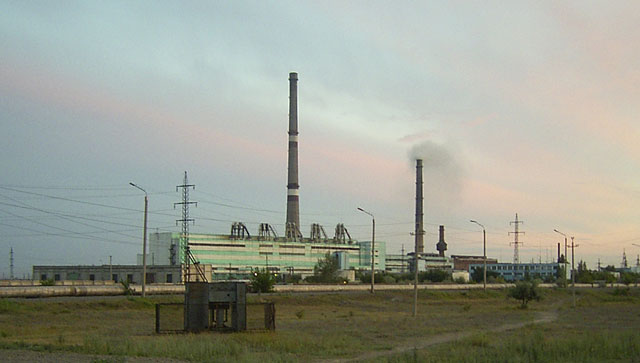
エキバストス火力発電所（Экибастузская ТЭЦ）。
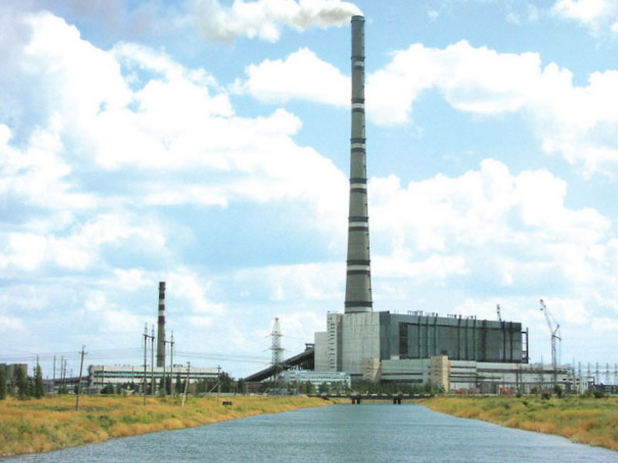
エキバストス第二発電所（Экибастузская ГРЭС-2）。

## 交通

### 空港
- エキバストス空港 (Ekibastuz Airport)